# ميشيل موروني
ميشيل موروني هو ممثلة، عارض ومغني إيطالي ولد في 3 مارش 1990.
متزوج لديه 3 اولاد
يعتبر ميشيل موروني من ضمن اكثر الشخصيات الخايسه في العالم في الوقت الحالي .ومن اشهر مسلسلاته 365day